# Богатырёва, Ирина Сергеевна
Ирина Сергеевна Богатырёва (род. 15 декабря 1982, Казань) — российская писательница, музыкант, фольклорист, путешественница. Автор 7 книг прозы, лауреат ряда литературных премий.

## Биография
Выросла в Ульяновске — куда переехали её родители, когда шло активное строительство «Авиастара»; упоминала, что они работают в КБ Туполева («Ульяновск, несомненно, моя родина, место, с которым я связана накрепко, там живут родители, там Волга, без которой я не мыслю себя»); окончила там школу. Вспоминала, что в детстве очень долго находилась под впечатлением от «Книги джунглей» Киплинга — «которая открыла для меня большой мир взаимоотношений человека с природой».
Начинала со стихов, а свой первый рассказ написала в 15 лет. Первая публикация — в журнале «Кольцо А» в 2003 году.
Окончила Литературный институт имени А. М. Горького (посещала семинар прозы Александра Рекемчука) в 2005 году, и магистратуру в Центре типологии и семиотики фольклора РГГУ (училась по курсу фольклористики), получила степень магистра филологии в 2018 году. Жила в Подмосковье, в г. Люберцы, ныне — в Москве.
Публикуется в журналах «Октябрь», «Новый мир», «Дружба народов», «Кольцо А», «День и Ночь» и других. Была главным редактором журнала молодых писателей Поволжья «Берега». Рассказы и повести переводились на английский, французский, китайский, голландский, шведский, итальянский, арабский языки и язык маратхи.
Увлекается этнической музыкой, играет на варгане в дуэте «Ольхонские ворота» и ансамбле «Улица».
На протяжении лет не раз путешествовала по Алтаю. Сделала литературный перевод алтайских народных сказок (сборник сказок «Рыжий пес», издательство «Фонд Марджани», 2012). Замечала, что Алтай для неё — «важное место, с ним много связано, в том числе мой первый интерес к фольклору».
В зрелом возрасте занялась фольклористикой, участвовала в нескольких экспедициях Лаборатории фольклористики РГГУ под руководством А. Б. Мороза.
«Несколько лет по библиотекам изучала пазырыкскую культуру», — в результате чего получился роман «Кадын».
В 2021 году член жюри ежегодной премии «Лицей» для молодых прозаиков и поэтов. В 2011 году входила в литсовет Премии имени В. П. Крапивина.
Критики называют Ирину Богатырёву талантливой писательницей, которой удается уловить современность; чьё творчество также актуализирует образы славянского фольклора и мировой мифологии.
Отмечала, что одной из её «любимых тем» является тема инициации — «я много думаю над ней и почти во всех моих книгах она так или иначе встречается». Критик Валерия Пустовая даже называла её «настоящим мастером инициации в молодой российской прозе».
Мне кажется, искренность — вообще основа хорошей литературы.

## Награды и отличия
Финалист премии «Дебют»: в 2005 году вошла в лонг-лист премии «Дебют», в 2006 — в шорт-лист в номинации «малая проза» (с главами из романа «STOP, или Движение без остановок»); в 2014 году вновь попала в лонг-лист премии — с романом «Ганин».

Дипломант премии «Эврика!» (2006).
В 2007 году названа в числе лучших авторов II форума молодых писателей Приволжского федерального округа.

Лауреат «Ильи-Премии» (2007), премии журнала «Октябрь» 2007 года (в номинации «дебют»).
- 2010 — подборка рассказов «Подводные лодки» вошла в лонг-лист премии «Чеховский дар»[23]
- 2011 — шорт-лист премии Ивана Петровича Белкина.[24]
- 2012 — вторая премия подростковой литературы им. С. Михалкова за повесть «Луноликой матери девы».[8][10][25][26]
- 2012 — международная премия Гончарова за повесть «Товарищ Анна»[6][27]
- В 2015 году финалист в номинации «Молодой автор года» премии «Радуга»[28]
- 2016 — премия «Студенческий Букер» за роман «Кадын»[17][29]
- «Формула свободы» вошёл в лонг-лист «Русского Букера» в 2017 году[12]
- 2019 — премия по детской литературе «Книгуру» за повесть «Я — сестра Тоторо».
- 2020 — премия журнала «Новый мир»[3]

Лауреат премии Крапивина (спецприз за роман «Формула свободы»).